# Grand Army (sèrie)
Grand Army és una sèrie americana de drama adolescent creada per Katie Cappiello que va estrenar-se a Netflix el 16 d'octubre de 2020. Està basada en l'obra Slut: The Play, també de Capiello.

## Sinopsi
La sèrie documenta les vides de Joey Del Marco, Dom Pierre, Sid Pakam, Jayson Jackson i Leila Kwan Zimmer a Grand Army High School, un institut públic de Brooklyn, Nova York. Cadascun dels personatges es troba a l'adolescència, punt vital de canvis constants, de problemes i d'actes que porten a la maduresa.

## Repartiment

### Personatges Principals
- `Odessa A'zion com a Joey Del Marco: estudiant de Stuyvesant Town que forma part de l'equip de ball de l'escola. Joey té una reputació no gaire bona, se la jutja per considerar-se lliure de les seves eleccions i del seu cos, fins al punt que tothom la pren pel que no és. Del Marco lluitarà contra les injustícies i les adversitats que l'adolescència li presentarà. Una nit, Joey serà violada per dos comoanys que considerava amics, des de llavors tot canviarà.

- Odley Jean com a Dominique "Dom" Pierre: Una jove d'arrels haitianes-americanes que viu a l'East Side de Nova York i juga a l'equip de basquet de l'institut. Dominique haurà de lluitar i treballar per salvar la situació econòmica de la seva família al mateix temps que intenta aconseguir una beca, enfrontant-se amb el dilema de guiar-se o per l'interès propi o pel personal. Aquest personatge experimentarà un gran creixement personal.

- Amir Bageria com a Siddhartha "Sid" Pakam: un Indi-americà de Jackson Heights que forma part de l'equip de natació. Sid descobrirà la seva sexualitat i tindrà problemes per sortir de l'armari, amb por al que diràn els seus companys, però sobretot els seus pares, de religió indú. El seu secret s'acaba descobrint quan un company publica a les xarxes la redacció que Sid havia escrit com a sol·licitud a Harvard, redacció en què revelava tots els seus secrets i preocupacions, envers al racisme, la seva sexualitat i la seva cabuda en el món.

- Maliq Johnson com a Jayson Jackson, un afroamericà de Spanish Harlem que és expulsat de l'escola amb el seu millor amic arrel d'una broma. Jayson tindrà sort, però el seu millor amic, també afroamericà, no podrà tornar a l'escola i, per tant, no podrà entrar a la universitat que volia. Jay lluitarà durant la sèrie contra les injustícies racials del sistema educatiu, sense que ningú li fagi massa cas. A l'últim episodi, Jay sacrifica la seva oportunitat acadèmica per a reivindicar el racisme de la societat i l'abús de poder de les forces policials i legislatives.

- Amalia Yoo com a Leila Kwan Zimmer, una xinesa-americana de l'Upper West Side adoptada per una parella de jueus. Leila està perduda, no sap ni d'on ve ni què vol se, sent que no pertany enlloc, que la seva identitat no és valida. S'obsesionarà amb George, un noi que la farà servir per al plaer sexual propi però que després deixarà de fer-li cas, i, per aquest motiu, es convertirà amb una noia egoista, narcicista i amb odi cap a tothom que no fa el que ella desitja. En especial, Leila s sentirà un profund odi i enveja cap a Joey Del Marco, fins al punt de no creure en la seva violació.

- Alphonso Romero Jones com a John Ellis, l'interès amorós de Dom. Jove generós i empàtic que intentarà ajudar a Dominique en el seu dia a dia i que es convertirà en la seva parella.

- Thelonius Serrell-Freed com a Tim Delaney, un dels amics de Joey, el qual n'està enamorat. Una discussió entre Joey i Tim serà el detonant de la situació que acabarà amb la violació de la noia per part dels seus dos altres amics. Tim, testimoni de l'agressió sexual, no s'atrevirà a dir res fins al final.

- Anthony Ippolito com a George Wright, un dels amics de Joey, el qual la viola. George és prepotent i narcisista, diu que el de Joey no va ser una violació, i que és culpa d'ella per haver iniciat amb la provocació. També mantindrà relacions amb Leila.

- Brian Altemus cocm a Luke Friedman, un dels amics de Joey, el qual també l'agradeix. Luke es droga amb Xanax, droga que també ofereix a Joey. Actua com si la nit de la violació no hagués passat res, i negarà qualsevol agressió en ser denunciat.

### Recurents
- Sydney Meyer com a Anna Delaney, millor amiga de Joey i germana petita de Tim. Es posarà en contra de Joey quan ella faci la denúncia, dient que va ser culpa d'ella.
- Keara Graves com a Grace, amiga de Joey. Balla amb ella a l'equip de ball de l'institut i l'odiarà per haver tingut relacions amb George, tant abans com després de saber que va ser una violació.
- Jaden Jordan com a Owen Williams
- Brittany Adebumola com a Tamika Jones, companya de l'equip de basquet i millor amiga de Dom.
- Naiya Ortiz com a Sonia Cruz, companya de l'equip de basquet i millor amiga de Dom.
- Crystal Nelson com a Tor Sampson, companya de l'equip de basquet i millor amiga de Dom.
- Ashley Ganger com a Meera Pakam, germana petita de Sid. Feminista, li encanta el teatre i reivindica el poder de la dona amb el seu art.
- Marcela Avelina com a Flora Mejia, novia inicial de Sid
- Lola Blackman com a Rachel Finer, millor amiga de Leila. Es sorprendrà amb els actes de la seva amiga i li ho dirà.
- Lindsay Wu com a Wendi, companya de classe de Leila
- Tiffany Tong com a Bo Orlov, company i rival de Sid
- Micah Solis com a Nick Rodriguez
- Diego Martinez-Tau com a Chris Yoon
- Cole Bullock com a Dante Pierre, el nebot més gran de Dom
- Mercedes Slater com a Odette Pierre, la neboda de Dom
- Osias Reid com a Tristian Pierre, el nebot més jove de Dom
- Rachel Boyd com a Natalie
- Kelsey Falconer com a Christina
- Alex Castillo com a Ms. Lisa Gonzalez
- Jason Weinberg com a Principal Michael Metta, directora de Grand Army High School
- Katie Griffin com a Rebecca Connely, mare de Joey
- August Blanco Rosenstein com a Victor Borin, tutora de l'institut que ajuda a Sid amb la seva redacció
- Magaly Colimon com a Antoinette Pierre, mare de Dom
- Rod Wilson com a Matt Del Marco, pare de Joey
- Ava Preston com a Nina Del Marco, germana petita de Joey
- Deanna Interbartolo com a Frankie Del Marco, germana petita de Joey
- Michael Brown com a Shawn Jackson, pare de Jayson
- Raven Dauda com a Nicole Jackson, mare de Jayson
- Geoffrey Pounsett com a Mr. Knight, professor de música de l'institut i de Jayson
- Lynn Weintraub com a Rabbi Sadie Schultz
- Zac Kara com a Omar Biller, membre del club de teatre, enamorat de Leila
- Sagine Sémajuste com a Sabine Pierre, germana gran de Dom

| 1 | «Brooklyn, 2020»     | So Yong Kim    | Katie Cappiello                                                    | 16 d'octubre de 2020 |
| 2 | «See Me»             | So Yong Kim    | Katie Cappiello                                                    | 16 d'octubre de 2020 |
| 3 | «Relationship Goals» | Darnell Martin | Katie Cappiello                                                    | 16 d'octubre de 2020 |
| 4 | «Safety On»          | Darnell Martin | Katie Cappiello                                                    | 16 d'octubre de 2020 |
| 5 | «Valentine's Day»    | Tina Mabry     | Hilary Bettis i Katie Cappiello                                    | 16 d'octubre de 2020 |
| 6 | «Superman This S**t» | Tina Mabry     | Randy McKinnon i Katie Cappiello                                   | 16 d'octubre de 2020 |
| 7 | «Making Moves»       | Silas Howard   | Andy Parker                                                        | 16 d'octubre de 2020 |
| 8 | «Spirit Day»         | Silas Howard   | Ming Peiffer, Lewaa Nasserdeen, Katie Cappiello i Alessandra Clark | 16 d'octubre de 2020 |
| 9 | «Freedom»            | Clement Virgo  | Katie Cappiello                                                    | 16 d'octubre de 2020 |

## Producció

### Desenvolupament
A l'octubre de 2019 s'anuncià que Netflix havia demanat una adaptació i extensió de 10 episodis de l'obra de Katie Cappiello de 2013. Els diferents storylines de la sèrie es basen en històries reals dels seus estudiants.

### Controvèrsia
El show generà certa discussió, ja que el dia d'estrena del teaser, l'escriptora Ming Peiffer declarà a Twitter que ella i dos altres escriptors de color van deixar el projecte davant cert abús i explotació racista per part d'un dels creadors.

### Càsting
Primerament s'anuncià que Odessa Un'zion faria de Joey Del Marco i que Amalia Yoo recuperaria el seu paper de l'obra de teatre inicial, assolint el personatge de Leila Kwan Zimmer. Després s'afegirien al repartiment principal Maliq Johnson, Amir Bageria, i Odley Jean.

### Rodatge
La fotografia principal es rodà de maig a setembre de 2019, i va tenir lloc tant a Toronto, on es rodaren escenes interiors, com a Nova York, amb rodatges a l'exterior i al metro.

## Estrena
El teaser va ser estrenat amb algunes imatges el setembre de 2020. Un mes després, es publicà el tràiler. Fahamu Pecou fou qui pintà les peces d'art que s'imprimirien en els cartells promocionals. Finalment, la sèrie va estrenar-se el 16 d'octubre de 2020, amb 9 episodis en comptes de 10, que era la idea inicial.

## Recepció
En referència a l'acollida de la sèrie, Rotten Tomatoes va reportar un índex d'aprovació del 71%, amb un índex mitjà de 7.34/10. El consens de crítics de la pàgina web llegeix, "Grand Army és un excel·lent showcase pel seu refrescant repartiment de nouvinguts—fins i tot si el seu intent a una aproximació sincera a adolescència és massa sobreeixit per a impactar." Metacritic, per altra banda, va atorgar a la sèrie una puntuació mitjana de 68 sobre 100, amb "revisions generalment favorables".
Kristen Baldwin d'Entretainment Weekly va donar la sèrie un B- i la va descriure com "ambiciosa, sovint com a defecte. Tot i així, hi ha flaixos de bellesa— Odley Jean és una revelació—en aquest plat d'adolescència." La revista Rolling Stone, Alan Sepinwall el va donar 4 fora de 5 estrelles i dit, "En els seus moments millors, Grand Army és una alenada d'aire fresc per les sèries d'institut, elevant-se fins a arribar a un punt sorprenentment proper al gènere i atmosfera de la sèrie My So-Called Life."